# Gonimbrasia junodi
Gonimbrasia junodi är en fjärilsart som beskrevs av Charles Oberthür 1910. Gonimbrasia junodi ingår i släktet Gonimbrasia och familjen påfågelsspinnare. Inga underarter finns listade i Catalogue of Life.